# Fritz Böhm (Gewerkschafter)
Fritz Böhm (* 22. Februar 1920 in Jägerndorf, Tschechoslowakei; † 10. Januar 2013) war ein deutscher Gewerkschafter und Politiker (SPD).

## Leben
Nach dem Besuch der Volks- und Bürgerschule absolvierte Böhm, der römisch-katholischen Glaubens war, eine kaufmännische Lehre und arbeitete anschließend als Angestellter in der Textilbranche. Am 3. Januar 1939 beantragte Fritz Böhm als Beamter die Aufnahme in die NSDAP und wurde rückwirkend zum 1. November 1938 aufgenommen (Mitgliedsnummer 6.672.590). In den Jahren 1940 bis 1945 nahm er als Infanteriesoldat am Zweiten Weltkrieg teil. Bei Kriegsende geriet er in sowjetische Kriegsgefangenschaft, aus der er im Jahr 1950 entlassen wurde.
Nach seiner Entlassung aus der Kriegsgefangenschaft siedelte Böhm als Heimatvertriebener in die Bundesrepublik über, ließ sich in Ingolstadt nieder und war seit 1950 als Lagerarbeiter bei der Auto Union GmbH, später Audi AG, tätig. Im Jahr 1951 wurde er hier hauptamtlicher Vorsitzender des Betriebsrates und vertrat während des Streiks von 1954 erfolgreich die Interessen der Belegschaft. Im Jahr 1958 konnte er eine Bürgschaft des Freistaats Bayern vermitteln, um die Automobilproduktion in Ingolstadt zu halten. Böhm hatte auch in den 1960er und 1970er Jahren maßgeblichen Anteil am Erhalt der Eigenständigkeit von Audi.
Böhm war in den Jahren 1952 bis 1963 Ratsmitglied der Stadt Ingolstadt. Von 1958 bis zu seiner Mandatsniederlegung am 20. Oktober 1965 war er Mitglied des Bayerischen Landtages. Dem Deutschen Bundestag gehörte er von 1965 bis 1972 an. Er war in beiden Wahlperioden über die Landesliste Bayern ins Parlament eingezogen.

## Ehrungen
- Ehrenbürgerschaft der Stadt Ingolstadt
- 1972: Verdienstkreuz 1. Klasse der Bundesrepublik Deutschland
- 1981: Großes Bundesverdienstkreuz
- Bayerischer Verdienstorden